# L'hora de l'estrella
A Hora da Estrela és una novel·la de l'escriptora brasilera, d'origen ucraïnés, Clarice Lispector. Editada l'any 1977, va ser la darrera obra publicada en vida de l'autora. L'any 1985 va ser adaptada al cinema per Suzana Amaral, amb el mateix títol.
El 2006, Pagès Editors va llançar-ne la versió en català, L'hora de l'estrella, traduïda per Josep Domènech Ponsatí. En aquell volum també s'hi trobava Aigua viva, que Lispector havia publicat el 1973. El 2020, Club Editor també va publicar la novel·la, amb una traducció renovada de Domènech Ponsatí.

## Context
El febrer de 1977, Clarice Lispector va concedir l'única entrevista televisada de la seva vida. En ella, va parlar del llibre, que encara no havia publicat: «és la història d'una noia, tan pobra que només menjava frankfurts (...) Tracta d'una innocència oprimida, d'una misèria anònima». En la mateixa entrevista, Clarice va explicar que va utilitzar la seva pròpia infància al nord-est del Brasil —va viure a Maceió i Recife quan era nena— com a referència per a Macabéa, la protagonista. També va inspirar-se en una visita que havia fet al barri carioca de São Cristóvão, on els nordestinos que hi va conèixer semblaven tots esmaperduts. Una altra inspiració per a la trama del llibre va ser una visita que Clarice va fer a una vident, de jove. Aleshores, recordava, s'havia imaginat com «seria curiós que a la sortida fos atropellada per un taxi, després d'escoltar els bons auguris que l'endevina l'havia donat».
Lispector havia escrit el relat en diversos fragments de paper. Amb l'ajuda de la seva amiga i secretària, Olga Borelli, va compondre'n la versió final. El llibre es va publicar el 26 d'octubre de 1977, setmanes abans que l'escriptora morís d'un càncer d'ovari.

## Argument
La novel·la comença amb el narrador, Rodrigo S.M., parlant del que significa escriure una història. S'adreça directament al lector i passa molt de temps parlant de les seves creences filosòfiques. Al cap d'un temps, comença la història, que se centra en Macabéa, una jove de classe baixa, de 19 anys, que viu a Rio de Janeiro. Porta una vida difícil, però sembla que no és conscient d'aquest fet. Comença a sortir amb un noi anomenat Olímpico, que la maltracta i finalment la deixa per la seva companya de feina, la Glória. Sentint-se culpable, Glória recomana a Macabéa que visiti una endevina anomenada Madame Carlota. Ella prediu que la vida de Macabéa aviat canviarà, dient que serà rica, feliç i es casarà amb un estranger anomenat Hans. Tanmateix, res d'això es fa realitat, ja que la vida de Macabéa s'acaba bruscament quan un Mercedes groc l'atropella.
La novel·la tracta els problemes socials derivats del boom migratori intern (camp-ciutat) que es va donar al Brasil en el tercer quart del segle xx, de la pobresa i el somni d'una vida millor, i de la lluita d'una dona sense formació per sobreviure en una societat masclista.

## Anàlisi literari

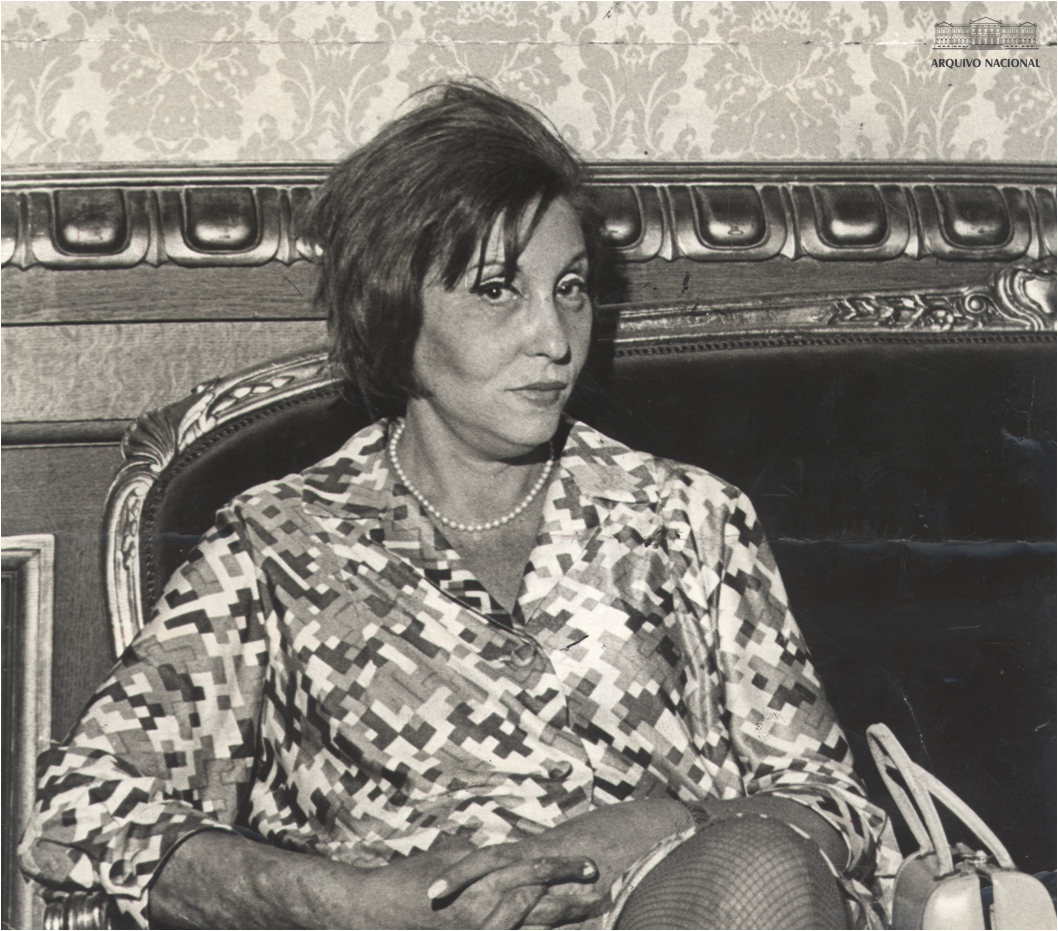
Clarice Lispector, 1972.

A més de la història de Macabéa, la novel·la conté la història de Rodrigo S. M., el narrador, qui fa una descripció del procés creatiu (discurs metalingüístic). Rodrigo i Macabéa no formen part del mateix entorn; ella per la seva condició de retirante (els migrants que deixaven les zones rurals deprimides del Brasil, per buscar fortuna a les megalòpolis de la regió sud-est) i ell perquè és malvist per la classe mitjana. Irònicament, Macabéa només guanya un paper destacat prop del moment de la seva mort. És en aquest punt on entenem el significat del títol: L'hora de l'estrella és l'hora de la mort de Macabéa, perquè en aquell moment deixa de ser invisible per a la gent, que s'adona de la seva existència en el mateix moment en què deixa d'existir.
L'autora adopta un discurs regionalista a L'hora de l'estrella, quelcom poc habitual a les seves obres (Lispector va ser sovint criticada per allunyar-se de la literatura regional emergent del modernisme). En la novel·la, l'escriptora evita l'"hermetisme" característic de les seves primeres obres i combina el seu llenguatge amb l'aspecte regionalista de la segona generació del modernisme brasiler. En el moment de la publicació, el crític literari Eduardo Portella parlava de l'aparició d'una "nova Clarice", amb una narrativa extrovertida i "un cor salvatge compromès amb la situació del nord-est brasiler".

## Recepció de la crítica
Per a una columna a Library Journal, Peter Bricklebank va descriure-la com a «introspecció i ficció» i que sent una «meditació compassiva amb un bon final, aquest curt volum atraurà aquells que estimen la ficció filosòfica». Barbara Mujica, en la seva ressenya a Americas, va catalogar-la com l'última i potser la millor novel·la de l'escriptora brasilera: «L'hora de l'estrella també és una meditació de l'escriptura. A través de Rodrigo, Lispector posa en qüestió la noció de supremacia. Rodrigo no és omnipotent o un creador invisible, sinó que és un pensador que dubta, vacil·la, i qüestiona la seva feina. En aquesta i en altres novel·les, Lispector posa en dubte l'habilitat que té la ficció de capturar la veritat».